# Кенігсберг 13
Кенігсберг 13 (нім. Koenigsberg 13) — лабораторія товариств «Аненербе» й «Туле» Третього Рейху, що була розташована у Східній Пруссії за адресою місто Кенігсберг вулиця номер 13, «Кенігсберг-13». Що було підпорядковане СС. Геральдичний символ зазначеної лабораторії вважається «Срібна рись», оскільки це був символ «універсальних» військовослужбовців із закодованою під гіпнозом психікою, загін зомбі лабораторії «Кенігсберг-13».

## Архітектура
У центрі Кенігсбергу було розташовано чотири старовинних міцних середньовічних будівлі.
Де на перших двох поверхах будівель була зібрана величезна кількість предметів культів всіх часів і всіх народів світу — від православних ікон до найдавніших знаків вікінгів (руни тощо). Підвальна частина до 4 м углиб була обладнана під один величезний холодильник з безліччю ванн, в яких знаходився лід і вирізані очі домашніх тварин, привезених з м'ясокомбінатів.
З цих будівель були переходи в бомбосховище, щоби під час авіаційних нальотів весь персонал науковців-дослідників міг сховатися.
Шість напалмових бомб, що впали на ці споруди під час Другої світової війни, не розірвалися, і американські військові засвідчили фотографіями вид будинку, що дивом уцілів після бомбардування. Хоча сучасним історикам вдалося пересвідчитись — на картах авіаторів бомбардувальників ця лабораторія була основним об'єктом бомбардування та позначена була на мапі хвилястими лініями для триразового бомбардування вщент. Фундаменти цих будинків й донині перебувають під зеленими насадженнями на «острові Емануїла Канта» (стара назва острову — «Кнайпхоф»).

## Досліди
Дослідження з маніпуляції людською свідомістю (створення біороботів «універсальний солдат»), техніка витирання пам'яті в людині тощо, що проводилися в цьому місці, ставилися в СС до розряду стратегічних. Крім найрізноманітніших напрямків, які вела лабораторія «Кенігсберг 13», головним була розробка «східної концепції» психотропної зброї (тобто була і «західна концепція»). Результати досліджень ретельно нотувалися та архівувалися.
Створений підрозділ «Кенігсберг-13» виконував завдання вивчення стародавніх метафізичних дисциплін, астрології, алхімію, окультизм, магії, практичного гіпнозу, дослідження біоенергетики людини, експерименти впливу звукових хвиль і електромагнітного поля, розробки використання протягів для викликання смерті в людині, пошук довголіття (дослідження в галузі геронтології), різних вірувань та культів, фетишів тощо; а на основі отриманих результатів дослідів займалися розробкою східної концепції психотронної зброї. Практикували техніку дистанційного впливу на психіку політичних лідерів ворожих країн або дистанційне «знімання інформації» з вказаного «об'єкта», що пізніше увійде в практику сучасних спецслужб через «підлаштування» на фотографії пси-оператором тощо (див. документальний фільм «Поклик безодні»).
У зв'язку з чим протягом 1935—1944 рр. формувалася окремо і книгозбірня на дану тематику за «особливим проектом — чаклунка» (нім. Hexen-Sonderauftrag, H-Sonderauftrag). Частиною такої книгозбірні були 140 тис. книг й архів документів із замку графа Хауґвітця (нім. Haugwitz), що були конфісковані влітку 1943 р. підрозділом РСХА, Головним управлінням імперської безпеки, зі скороченою назвою особливої команди нім. H-Sonderkommando, Hexenforschung (походить від нім. Hexe — чаклунка, відьма, чародійка).

## Архів
Основою розробок у цій галузі послужили трофейні матеріали обсягом 38 залізничних вагонів нацистського товариства «Аненербе» і «Тулє» з досягнення тоталітарного контролю над беззахисним громадянським суспільством, що були перевезені у Росію на обслугу її ідей гегемонізму (Росія визнає тільки 25 вагонів в «особливому архіві СРСР»). Натомість сучасна Росія намагається поширити думку (див. «дезінформація») про буцімто передачу архівних матеріалів результату німецького дослідження американцям в обмін на трофейне німецьке устаткування. Хоча згідно домовленостей між СРСР та США, США було зобов'язане допомагати СРСР (див. «Ленд-ліз», «Другий фронт» тощо); навіть якщо СРСР, де провідну ролю відігравала Росія, і передавали якусь частину німецького архіву (не весь архів), та певно це могло бути зроблене після копіювання документів архіву (наприклад на мікрофільми), й віддавати американцям могли з РРФСР непотріб. Але вірогідним є місце-знаходження частини архіву в фондах КДБ СРСР, де напрацювання нацистів були використані російською спецслужбою.